# 이나라 무르니에체

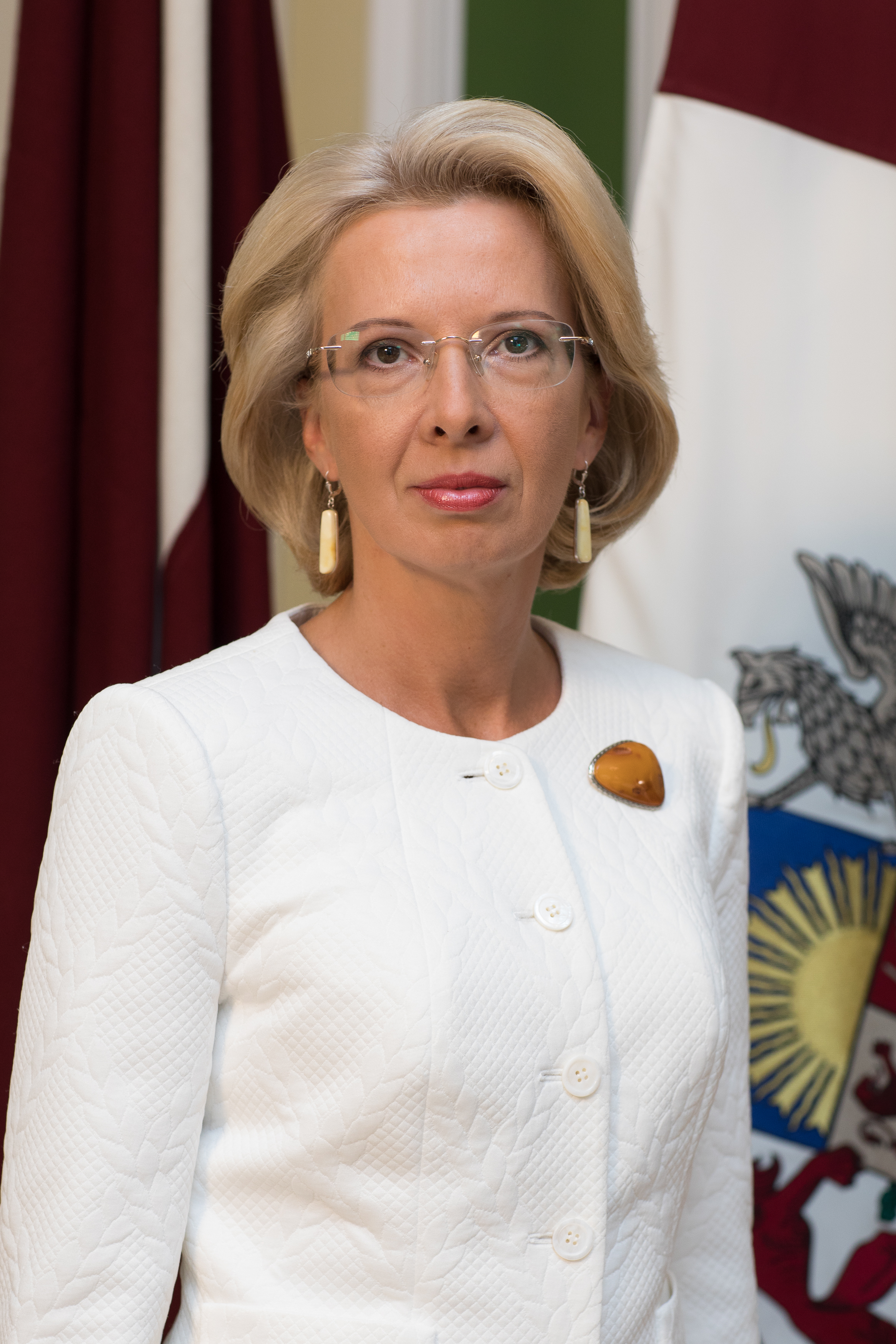
이나라 무르니에체

이나라 무르니에체(라트비아어: Ināra Mūrniece, 1970년 12월 30일 ~ )는 라트비아의 언론인, 정치인으로 2014년 이래 국회의장이다. 2018년 11월 6일 44표 중 32표를 획득해 연임에 성공했다.